# Balthasar Petersen

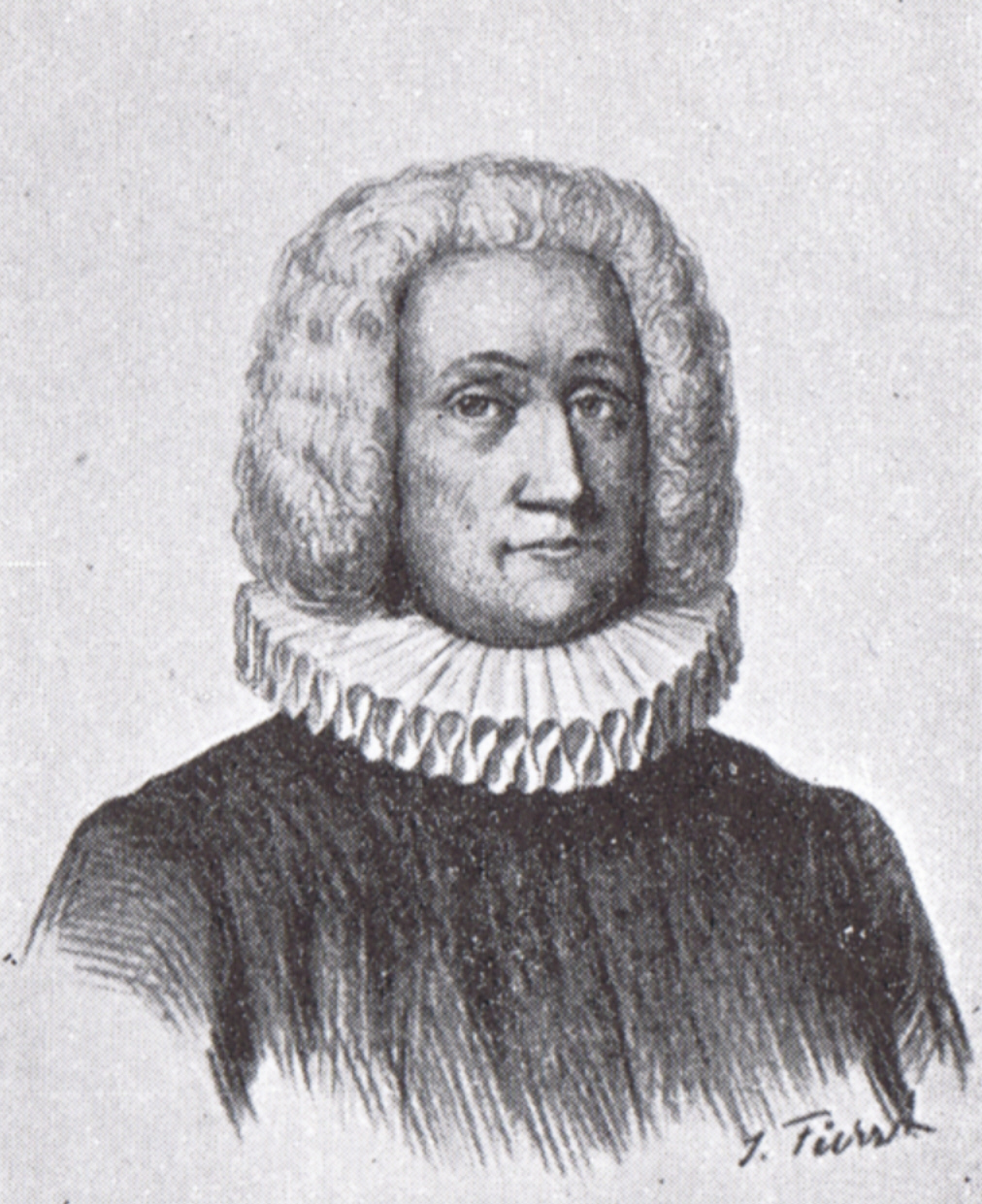
Balthasar Petersen

Balthasar Petersen (* 7. Mai 1703 in Tondern; † 1. Januar 1787 ebenda) war ein deutscher lutherischer Propst und Gründer des ersten Seminars für Schullehrer in Schleswig-Holstein.

## Leben
Balthasar Petersen war ein Sohn des Tonderner Spitzenhändlers Peter Petersen und dessen Ehefrau Dorothea, geborene Reimers. Er hatte einen jüngeren Bruder Christian Petersen (1718–1795) aus der zweiten Ehe seines Vaters, der ab 1747 Pastor in Rise war.
Er besuchte eine Lateinschule in Tondern, und studierte, einem Jugendwunsch folgend, ab 1721 Theologie in Jena, wo er insbesondere von dem orthodoxen Johann Franz Buddeus geprägt wurde. Anschließend wechselte er nach Kiel, wo er 1724 das theologische Examen bestand. Danach arbeitete er als Hauslehrer bei dem Hardesvogt Knutzen in Rapstedt. Dessen von ihm unterrichteter Sohn Nicolai folgte später auf ihn im Amt als Hauptpastor. Anschließend reiste er als Hofmeister mit einem jungen Adligen zu mehreren Universitäten, an denen er selbst Vorlesungen in Theologie, Philosophie, Jura und Medizin besuchte.
1729 erhielt Petersen seine erste Pfarrstelle als Hauptpastor in Leck und wechselte zehn Jahre später als Hauptpastor und Propst nach Sonderburg und 1746 in gleichen Positionen nach Tondern. 1747 wurde er zum Wirklichen Konsistorialrat ernannt.

## Wirken
Petersen ging seinen Ämtern sehr gewissenhaft nach und unterstützte das religiöse Leben sehr, publizierte aber nur selten. Als orthodoxer Prediger geriet er aufgrund seiner Strenge in einem Streit mit seinem ehemaligen Schüler, dem von der Tonderaner Gemeinde gewählten Kollegen Nicolai Knutzen, der den Herrnhuter Pietismus vertrat. In einem von König Christian VII. 1768 unterzeichneten Schreiben wurde Petersen untersagt, sich von der Kanzel gegen die Herrnhuter zu äußern. Jahrelang musste er seine Predigtentwürfe an die Deutsche Kanzlei einsenden und genehmigen lassen.
Petersen merkte schnell, dass junge Männer aus nichtakademischen Familien, die den Pastorenberuf anstrebten, sich nicht ausreichend vorbereiten konnten. Daher richtete er in den 1750er Jahren in seinem Haus in Tondern eine „Akademische Lehranstalt“ ein, deren Absolventen nach einem nur einjährigen Kurs das theologische Amtsexamen ablegen konnten und als akademische Kandidaten angesehen wurden. Die Kieler Universität, die zu dieser Zeit nur von wenigen Studenten besucht wurde, erkannte in Petersens Lehranstalt eine gefährliche Konkurrenz und schlug dem Konsistorium daher vor, angehende Theologen auf ein mehrmonatiges universitäres Studium zu verpflichten. Nach einem entsprechenden Beschluss löste Petersen seine Bildungseinrichtung 1762 auf.
Petersen unterrichtete auch Söhne von Bauern, Küstern und Lehrern, die selbst Volksschullehrer werden wollten und für die eine solche Einrichtung bis dahin nicht existierte. Er orientierte sich dabei an August Hermann Francke. 1752 richtete er das von ihm so genannte „Schulmeisterinstitut“ ein. Mit der Erkenntnis Gottes für Katecheten, Küster und Lehrmeister schrieb er ein Lehrbuch, das Fragen und Antworten enthielt und lange die Basis seines Unterrichts darstellte. Das Buch erschien posthum 1788 als gedrucktes Werk und wurde auch in anderen Schulen eingesetzt.
Petersen gab in seinem Institut offenbar keinerlei Deutschunterricht, jedoch einen Anfangskurs in Latein. Als äußerst gebildeter Lehrer verhalf er seinen Schülern schnell zu breitem Wissen. Im zweisprachigen Amt Tondern an der Sprachgrenze zwischen Deutsch und Dänisch lebend stand er als Beamter loyal zum Gesamtstaat, stellte sich jedoch auf Seiten des deutschen Kulturkreises. Die Absolventen seines Lehrerseminars sollten die Deutschkenntnisse der Bevölkerung  im Herzogtum Schleswig verbessern. Einem seiner Visitationsberichte ist aber zu entnehmen, dass er sich dafür einsetzte, dass Gemeinden, deren Einwohnern rein dänischsprachig waren, Gottesdienste in ihrer Sprache erhielten.
Ein halbes Jahr vor seinem Tod gründete Petersen die Fundation und Stiftung zu einer guten Unterweisung und einer ferneren Profektionierung einiger Schulhalter…. Diese Einrichtung sollte den Fortbestand seines Lehrerinstituts sichern. Er brachte in die Stiftung neben viel Geld den von seinem Vater geerbten Hof „Görrismark“ nahe Tondern ein. Den Hof selbst hatte er bereits 1780 dem Waisenhaus vermacht. Er beherbergte später das Armenhaus. Nun legte er detailliert fest, wie Erträge und Zinseinkünfte zu verwenden seien. So sollten von den Einkünften des Legats 12, später 18 Stipendiaten, bevorzugt „Schullehrersöhne aus den Aemtern Tondern, Apenrade und Hadersleben“, während der dreijährigen Ausbildung gefördert werden. Aus Petersens „Schulmeisterinstitut“ entstand auf diese Weise das Lehrerseminar in Tondern. 1803 wurde es mit der Bürgerschule verbunden. Nach der Schließung des Kieler Schullehrerseminars 1821 erhielt das Lehrerseminar großen Zulauf. Ein eigenes Gebäude und eine neue Schulordnung 1829 ermöglichten die Aufnahme von 80 Schülern. Der deutsche Zweig dieser Bildungseinrichtung ging 1921 bei Abtretung des Landes nach Niebüll.

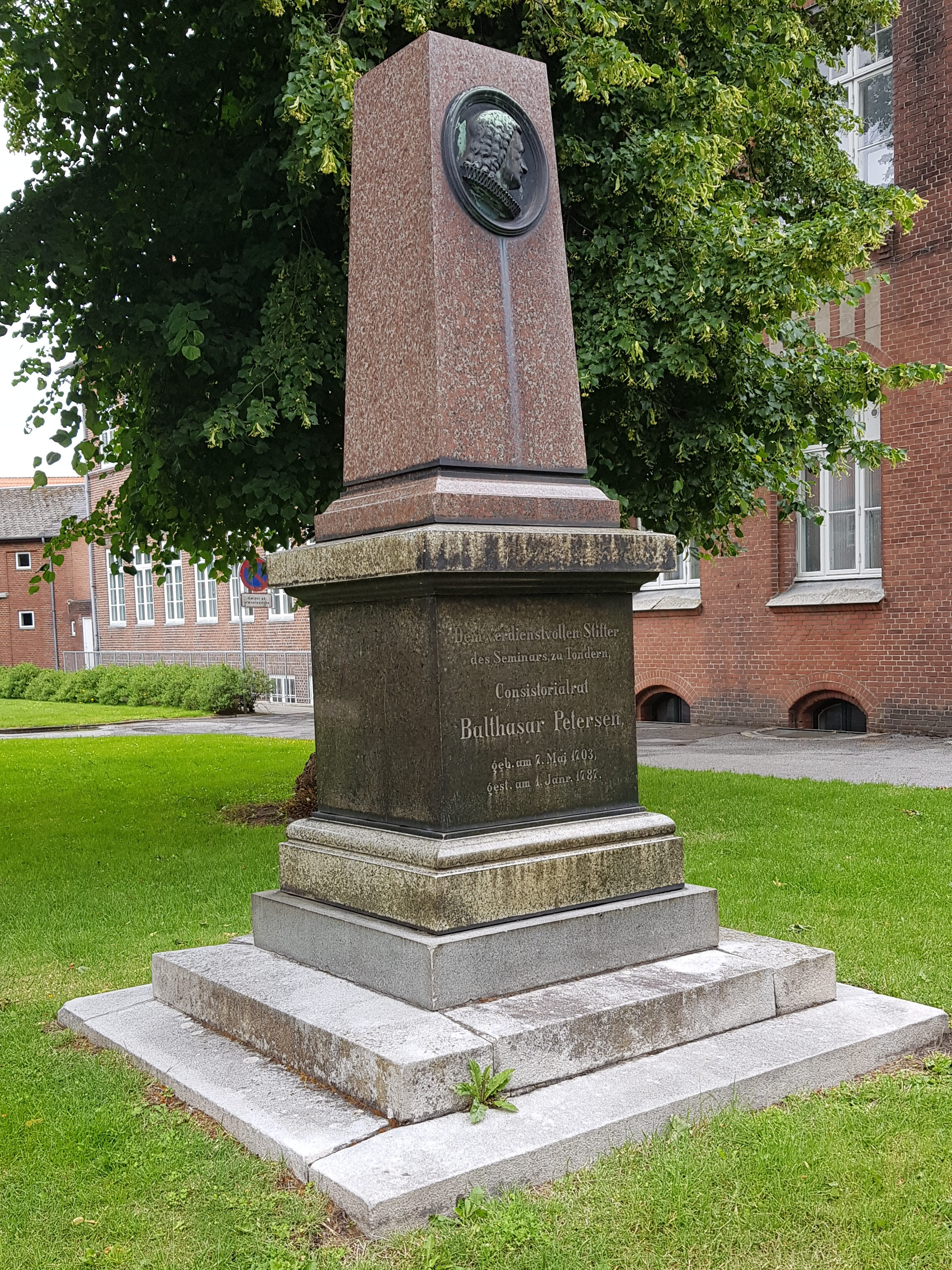

Vor dem Gebäude des Lehrerseminars in Tondern erinnert ein Obelisk mit seinem Bronzerelief an ihn.

## Familie
Petersen heiratete 1729 Maria Fabricius (* 29. November 1696 in Warnitz; † 6. August 1771 in Tondern). Sie war die Tochter des 1700 verstorbenen Warnitzer Pastoren Peter Fabrizius und Witwe von Petersens Amtsvorgänger in Leck, Johann Friedrich Dörcks († 1728). Aus der Ehe stammte eine Tochter Dorothea (* 1735). Marias Tochter aus erster Ehe, Anna Maria Dörcks, heiratete Balthasar Petersens Bruder Christian.
In zweiter Ehe heiratete Petersen 1772 Anna Christina Sönksen (* 2. April 1743 in Husum; † 15. April 1779 in Tondern). Sie war eine Tochter des Husumer Konrektoren und Diakons Johann Hinrich Sönksen.

## Werke
- Das Leben und Leiden Jesu (4 Bände), 1781–83,
- Die christliche Lehre von der Seligkeit, 1784
- Erkenntniss Gottes für Catecheten, Küsster und Schulmeister, 1788